# Haumann Máté
Haumann Máté Dániel (Budapest, 1980. szeptember 30. –) magyar színművész.

## Élete
Édesanyja gyártásvezetőként dolgozott a Magyar Televíziónál, édesapja Haumann Péter Kossuth-díjas színművész. Hétéves korában kezdte gyermekszínészi pályafutását. Az Arany János Gimnáziumban érettségizett, majd felvették a Színház- és Filmművészeti Egyetemre, ám meggondolta magát és párhuzamosan felvételizett a londoni Guildhall School of Music and Drama egyetemre. 1999–2002 között Ronald Harwood pártfogoltja volt, színészként diplomázott.
2003-ban visszatért Magyarországra. 2003-tól szabadúszóként szerepelt több színházban és filmben is. 2024-től a Pesti Magyar Színház tagja.

### Családja
Két testvére van, Haumann Petra és Dávid, mindketten színészek. Felesége Nagyistók Edit forgatókönyvíró és rendező.

## Fontosabb színházi szerepei

### Soproni Petőfi Színház[6]
- A pacsirta (Jeanne d'Arc) – Warwick gróf/Apród (2024)
- Rómeó és Júlia – Mercutio (2023)
- Chicago – Billy Flynn (2023)
- ÁJLÁVJÚ – Férfi (2023)

### Veszprémi Petőfi Színház
- Ármány és szerelem – Von Kalb, udvarnagy (2018)
- A vadkacsa – Hjalmar Ekdal (2014)
- A kávéház – Eugenio, kereskedő (2014)
- Levelek a lövészárokból – Szereplő (2014)
- Chicago – Mary Sunshine (2014)

### Pesti Magyar Színház
- Rómeó és Júlia – Mercutio (2020)
- Pacsirta – Füzes Feri (2019)
- A fösvény – Cléante, Harpagon fia, Mariane szerelmese (2017)

### Thália Színház
- Az egérfogó – Trotter (2011)
- Álmodozók – Theo (2010)
- Tizenegy perc – Terence (2010)

### Egyéb
- Az öldöklő angyal – Kék Produkció
- Vízkereszt vagy bánom is én vagy amit akartok vagy… – Örkény István Színház
- Tartuffe – Nemzeti Színház
- Nizsinszkij utolsó tánca – Spinoza Színház
- Caligula – Radnóti Színház
- Lulu – Radnóti Színház

## Film és TV-s szerepei
- Oppenheimer (amerikai életrajzi film, 2023)
- Blokád (magyar történelmi film, 2022)
- Pacsirta (magyar filmdráma, 2022)
- Segítség! Itthon vagyok! (magyar sorozat, 2020)
- Apatigris (magyar sorozat, 2020)
- Mellékhatás (magyar thriller sorozat, 2020)
- Kölcsönlakás (magyar vígjáték, 2019)
- Vaják (amerikai fantasy-dráma sorozat, 2019) Nilfgaardi marshall
- Fapad (magyar vígjáték sorozat, 2014-2015)
- Banned Music (magyar kisjátékfilm, 2014)
- Hacktion: Újratöltve (magyar sorozat, 2013)
- Szabadság – Különjárat (magyar tévéfilm, 2013)
- Idegen föld (magyar kisjátékfilm, 2013)
- Diamond Club (magyar filmdráma, 2011)
- Variációk (magyar kisjátékfilm, 2009)
- Brooklyn (2009)
- 1 színész (magyar krimi, 2009)
- Presszó (magyar tévéfilm sorozat, 2008)
- Szabadság, szerelem (magyar történelmi film, 2006)
- Emelet (magyar filmdráma, 2006)
- RECYCLed/Pro-Reo-Neo (magyar kisjátékf., 2005)
- Sorstalanság (magyar történelmi dráma, 2005)
- A miskolci boniésklájd (magyar filmdráma, 2004)
- Apám beájulna (magyar vígjáték, 2003)
- Szép Ernő: Isten madárkái (1993)
- Nyomkereső (magyar filmdráma, 1992)
- Gaudiopolis – In memoriam Sztehlo Gábor (magyar tévéfilm, 1989)